# Critici aduse Islamului
Critica islamului a existat încă din perioadele de apariție și dezvoltare a Islamului. Critica scrisă timpurie a venit de la creștini, înainte de secolul al IX-lea, majoritatea priveau Islamul ca o erezie creștină radicală. Mai târziu au apărut critici chiar din lumea musulmană, de la scriitorii evrei și de la creștinii ecleziastici.  
Obiectul criticii includ moralitatea vieții lui Mahomed, profetul islamului, atât în ceea ce privește viața sa publică cât și cea personală. Probleme cu privire la autenticitatea și moralitatea Coranului, cartea sfântă islamică, sunt, de asemenea, discutate de către critici. Alte critici se concentrează pe problema drepturilor omului în națiunile moderne islamice și despre tratamentul femeilor în legea islamică și în practică.

## Istorie

### Criticievreiești
În timpul lui Mohamed și mai târziu, în Evul Mediu, scriitori evrei îl denumeau în mod obișnuit pe Mohamed: ha-meshuggah ("nebunul" sau "posedat").
Nu există opinii clare evreiești în ceea ce-l privește pe Mohamed, deoarece există foarte puține texte disponibile în prezent în iudaism care să se refere direct la Mohamed. Iudaismul nu găsește în scripturile canonice evreiești vreo trimitere la Mohamed, în contrast cu credințele islamului că acestea conțin profețiile lui Mohamed. Cele mai multe curente ale iudaismului tradițional iau o poziție fermă împotriva auto-proclamării lui Mohamed cum că ar fi primit revelații divine de la Dumnezeu, etichetându-l drept un profet fals. Unul dintre cele mai importante principii evreiești este credința că Moise a fost superior tuturor profețiilor anteriori și posteriori și că Tora care i-a fost dată lui Moise pe Muntele Sinai rămâne neschimbată datorită legilor iudaice stricte privind scribii.

### Islamul timpuriu
Primele critici creștine asupra islamului care au supraviețuit aparțin creștinilor care au trăit în teritoriile stăpânite de Califat. Unul dintre aceștia era Ioan din Damasc care era familiar cu islamul și cu limba arabă. În cărțile sale a acuzat pe călugărul Bahira că l-a influențat pe Mohamed pentru a crea o nouă crediință eretică. Ioan Damaschin afirmă că Mahomed după ce a conversat cu un călugăr arian, a conceput propria erezie.